# アンドリュー・テーラー・スティル

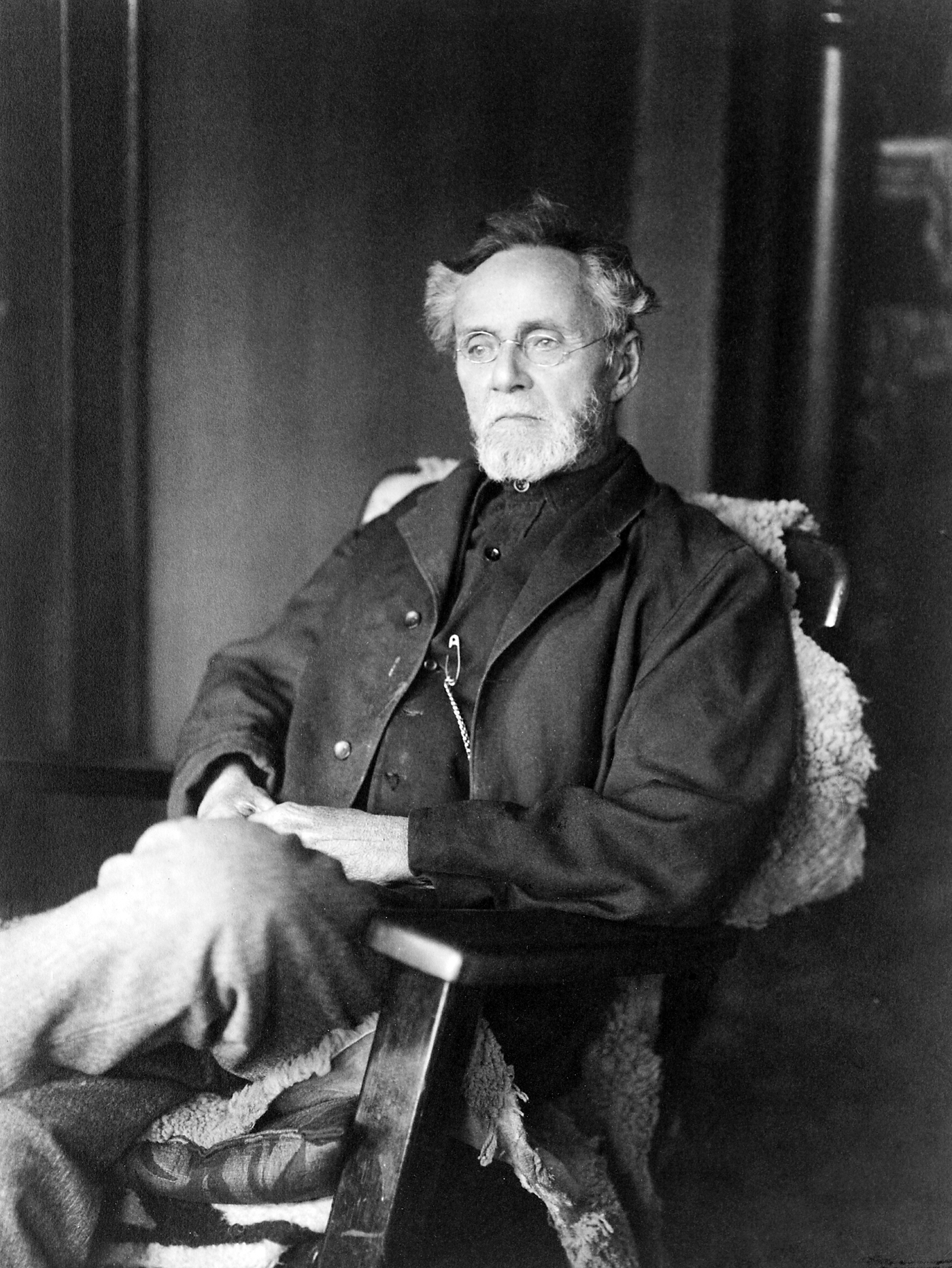
アンドリュー・テーラー・スティル

アンドリュー・テーラー・スティル（Andrew Taylor Still, 1828年8月6日 - 1917年12月12日）は、アメリカの医師。オステオパシーの創始者であり、「オステオパシー療法の父」と言われている。
スティルは、1828年にバージニア州で生まれた。父親はメソジストの牧師であると同時に、医師であった。幼い頃にスティルは父親の跡を継いで医師になると決め、医学を学んだ後は父親の元で修行を積み、ミズーリ州でM.D.の資格を得た。また、後の1860年代初頭には、ミズーリ州カンザスシティの学校で外科医の単位も追加取得した。南北戦争には、北軍の従軍医師として参加している。
南北戦争の後、彼は3人の息子（2人が実子、1人は養子）を脊髄膜炎で失い、正当医学は完璧ではなく時に有害ですらあるとの結論を得た。彼は、それからの十年間、人体について研究し、病のよりよい扱い方を見つけだした。
彼は自身の研究や臨床的な観察により、人の筋肉や骨格の仕組みが、健康や疾病に重大な役割を果たすと考え、もしそれら筋肉や骨格に適切な刺激を与えることが出来るならば、健康を維持することが出来るに違いないとした。また、今もなおオステオパシーの手技として知られているやり方で治療行為を行うことにより、身体の構造中の問題を修正することによって、身体は適切に機能し、かつ自己治癒力が改善されるかもしれないと信じた。さらに、彼は、予防医学についての考えを押し進め、医師は病だけではなく、患者の全体としての治療に注目すべきとの考えを支持した。
これらの確信は、新しい医学的アプローチを形成し、オステオパシーの基礎となった。この思想に基づき、スティルは、オステパシーの最初の学校となる最初の学校American School of Osteopathy(アメリカン・スクール・オブ・オステオパシー、現在のA. T. Still University)をミズーリ州のカークスビルに設立した。